# Fridolin Hauser
Fridolin Hauser (* 14. Juni 1912 in Näfels; † 19. Juni 1987 ebenda, katholisch, heimatberechtigt in Näfels) war ein Schweizer Politiker (CVP).

## Biografie
Fridolin Hauser kam am 14. Juni 1912 als Sohn des Besitzers der Kaffeerösterei Linthhof Fridolin Hauser Senior zur Welt. Er besuchte zunächst die Klosterschule in Näfels sowie Internate in Freiburg und Sarnen. Anschliessend nahm er ein Studium der Rechte in Freiburg und Bern auf, das er 1939 mit der Promotion zum Dr. iur. abschloss.
Nach dem Erwerb des Fürsprecherpatents in Schwyz war er als Anwalt und Geschäftsmann in Näfels tätig.
Er heiratete 1947 Charlotte, die Tochter des Baumeisters Franz Zech. Fridolin Hauser verstarb am 19. Juni 1987 wenige Tage nach Vollendung seines 75. Lebensjahres in Näfels.

## Politik
Politisch aktiv war Hauser zuerst von 1942 bis 1950 als Gemeinderat von Näfels sowie als Waisenrat. Dazu präsidierte er von 1947 bis 1956 die Fürsorgegemeinde. Daneben vertrat er in den Jahren 1944 bis 1953 die Katholische Volkspartei im Glarner Landrat. Danach war er von. 1953 bis 1955 als Oberrichter tätig. Zuletzt stand Hauser zwischen 1955 und 1974 im Regierungsrat der Finanz- und Handelsdirektion vor.  Dort arbeitete er das kantonale Steuergesetz von 1970 aus. Zudem gehörte Hauser der Budget- und Rechnungsprüfungskommission, der Bankkommission sowie dem Vorstand der Kantonalbank an.